# Таджицький технічний університет імені М. С. Осімі
Таджицький технічний університет імені М. С. Осімі — державний технічний університет, розташований у столиці Таджикистану місті Душанбе; провідний вищий навчальний заклад Таджикистану, що готує фахівців у технічній галузі.
Носить ім'я першого директора закладу, Президента Академії наук Республіки Таджикистан, доктора філософських наук, професора Мухаммада Сайфітдинновича Осімі (Асімов).

## Загальні дані
Таджицький технічний університет імені М. С. Осімі розташований за адресою:
проспект академіків Раджабових, буд. 10, м. Душанбе—734042 (Республіка Таджикистан).
Ректор вишу (від 2001 року) — Одинаєв С.О.

## З історії та сьогодення університету
Історія Таджицького технічного університету розпочалася в січні 1956 року, коли згідно з Постановою Ради Міністрів СРСР у Душанбе був створений Таджицький Політехнічний інститут (ТПІ). Директором інституту був призначений к. ф.-м. н. Мухаммад Сайфітдиннович Асімов (Осімі), у майбутньому видатний таджицький вчений.
За короткий строк інститут досяг значних результатів у підготовці висококваліфікованих фахівців, і за успішну роботу навчальному закладові в 1979, 1980, 1981, 1982 і 1985 роках вручався перехідний Червоний Прапор. ТПІ не раз визнавали переможцем серед вузів республіки, а 1984 року йому було присуджено друге місце серед технічних вузів колишнього СРСР за великі досягнення у роботі.
У 1980 році відкрився філіал ТТУ в другому за значенням місті Таджицької РСР Ходженті (тепер Худжанд).
Вже у незалежному Таджикистані, згідно з рішенням Кабінету Міністрів Республіки Таджикистан у квітні 1992 року інститут був реорганізований у Таджицький технічний університет (ТТУ).
У 1996/97 навчальному році в університеті відкрились три коледжі — будівельний, технічний у місті Душанбе і політехнічний у місті Курган-Тюбе.
У теперішній час (кінець 2000-х ТТУ займає високі позиції в науково-технічному комплексі Республіки Таджикистан. За роки свого існування університет підготував і випустив понад 23 тисячі інженерів різних напрямків і галузей (дані на 2008 рік) народного господарства республіки. Підготовка висококваліфікованих фахівців в університеті здійснюється на основі концепції багаторівневої системи навчання, що стало можливим із врахуванням реальних потреб у фахівцях різних галузей народного господарства, застосуванням універсальних підходів у формах і методах навчання, використанням цільового підходу до підготовки спеціалістів.

## Організація навчання і структура вишу
Таджицький технічний університет імені М. С. Осімі володіє сучасним науково-технічним обладнанням, навчально-лабораторною базою, а також досвідченим професорсько-викладацьким колективом, здатним вирішувати складні завдання, що стоять перед вищим навчальним закладом.
Навчання в університеті здійснюється як на денному відділенні, так і в заочній формі. У навчальному процесі використовуються таджицька та російська мови.
До структури ТТУ входять:
- факультет будівництва та архітектури:
  - кафедра теплогазопостачання і вентиляції;
  - кафедра архітектури;
  - кафедра містобудування та міського господарства;
  - кафедра інженерної геодезії;
  - кафедра промислового і громадського будівництва;
  - кафедра підземних споруд, баз і фундаментів;
  - кафедра технології організації будівельного виробництва;
  - кафедра водопостачання і водовідведення;
- транспортно-дорожний факультет:
  - кафедра організації перевозень і управління на транспорті;
  - кафедра автомобільного господарства;
  - кафедра автошляхів;
  - кафедра вищої математики;
  - кафедра підйомно-транспортних, будівельних, дорожних машин і обладнання;
  - кафедра інженерної графіки;
- механіко-технологічний факультет:
  - кафедра технології машинобудування і автоматики первинної обробки бавовнику;
  - кафедра безпеки життєдіяльності та екології;
  - кафедра технічної механіки;
  - кафедра матеріалознавства, металургічних машин і обладнання;
  - кафедра теорії машин, механізмів і деталей машин;
  - кафедра технології машинобудування, металоріжучих верстатів та інструментів;
- енергетичний факультет:
  - кафедра інформатики та обчислювальної техніки;
  - кафедра теоретичних основ радіо та електротехніки;
  - кафедра електричних станцій;
  - кафедра автоматизованих систем обробки інформації та управління;
  - кафедра фізики;
  - кафедра електропостачання;
  - кафедра автоматизованого електроприводу та електричних машин;
  - кафедра мереж зв'язку та систем комутації;
  - кафедра теплотехніки та теплотехнічного обладнання;
- факультет хімічної технології та металургії:
  - кафедра металургії кольорових металів і технології електрохімічного виробництва;
  - кафедра фізичної та аналітичної хімії;
  - кафедра загальної та неорганічної хімії;
  - кафедра хімічної технології неорганічних матеріалів.
- факультет інженерного бізнесу та менеджменту:
  - кафедра економіки та менеджменту в будівництві;
  - кафедра економіки та виробничого менеджменту;
  - кафедра економіки та менеджменту на транспорті;
  - кафедра таджицької та російської мови;
  - кафедра основ економічної теорії;
  - кафедра іноземних мов;
- кафедри при ректораті:
  - кафедра фізичного виховання;
  - кафедра гуманітарних дисциплін;
  - кафедра соціології та права;
  - військова кафедра.

Худжандський філіал ТТУ має 2 факультети — механічний і технологічний.

## Виноски
1. ↑  Професорсько-викладацький склад на Офіційна вебсторінка університету (рос.)
2. ↑  Таджицький технічний університет імені М. С. Осімі [Архівовано 2010-06-16 у Wayback Machine.] на www.univer.in («Вищі навчальні заклади країн СНД») [Архівовано 2010-06-16 у Wayback Machine.] (рос.)
3. ↑  Офіційна вебсторінка університету (рос.)
4. ↑  Кафедри Таджицького Технічного Університету на Офіційна вебсторінка університету (рос.)